# Aerenea punctatostriata
Aerenea punctatostriata là một loài bọ cánh cứng trong họ Cerambycidae.